# Прибутковий будинок Раллі
Будинок Павла Степановича Раллі — пам'ятка архітектури в Одесі. Будинок розташований на Італійській вулиці і споруджувався на замовлення одного з представників грецької родини Іпітіс-Раллі. Будинок внесений до Реєстру пам'яток культурної спадщини Одеси як пам'ятка архітектури та історії місцевого значення (охоронний номер 690-Од)..

## Історія
Ділянка вже у 1898 році належала Петру Степановичу Раллі (1851—1911), у 1901 році площа ділянки становила 360 кв. саж. У 1907—1908 роках здійснювалось будівництво нового чотириповерхових прибуткового будинку. Споруда була достатньо коштовною — до часу її спорудження П. С. Раллі був головою правління Одеського облікового банку, що розташований кварталом нижче. Також Раллі був власником 16503 десятин у Херсонській, Таврійській та Подільській губерніях. Сам домовласник проживав у своєму іншому прибутковому будинку на вул. Дерибасівській, 9, а у останні роки — у власному маєтку в Браїлові. У лютому 1911 року в Санкт-Петербурзі Петро Степанович Раллі вмирає, відтоді й до Жовтневої революції ділянка перебувала у власності його дружини Катерини Юріївни Раллі та доньки Марії Петрівни Раллі..
У 1913 році у будинку перебувала агентурно-комісійна контора А. Б. Баумштейна, склад якої розміщувався в будинку на вулиці Ніни Строкатої, 14. Серед інших товарів контора постачала гребені «Coste-Bez Au. Peyrat», коньяк Д. Д. Сарджева, коньяк «Корона» фірми «О. Сорокович і Ко», парфуми фірми «Jones T. Parfumerie, Paris», сири фірми «Фрю і Морріс», шампанське «Моет і Шандон», щітки та пензлі акційного товариства «Пенсбергер і Ко».
Також у 1913 році у будинку проживали: лікар по лікуванню сифілісу та кожних хвороб Іван Семенович Бернштейн, купець ІІ-ї гільдії Л. А. Ясиновський, А. Б. Баумштейн, Ан. Єф. Баумштейн, член Одеського товариства торгівлі аптекарськими товарами М. Баумштейн, купець ІІ-ї гільдії Ізраіль-Сруль Аронович Берштейн, працівник банкірської контори братів Куссіс Лев Якович Брайтман (Брейтман), торговець пилососами марки «Санто» Г. І. Діккер, співвласники агентурно-комісійної контори «Авіч і Ізраільсон» купець ІІ-ї гільдії В. Ізраільсон та Давид-Берко Соломонович Ізраільсон, Ревекка Абрамівна Ізраільсон, І. Л. Койфман, І. Н. Парігорі, Амалія Райх, член Одеського відділення Імператорського технічного товариства та Російського транспортного і страхового товариства, інспектор пароплавства, підполковник Володимир Сав. Сафонов.
За радянських часів у будинку були влаштовані комунальні квартири. У роки Другої світової війни заднє крило, що примикало до швейної фабрики ім. Воровського було зруйноване під час бомбування. Після війни залишки південної частини заднього крила були використані при споруджені нового флігеля.

## Архітектура
Будинок чотириповерховий з підвалом, первісно складався з чотирьох крил, що утворювали замкнене подвір'я. Фасад будинку виконаний у суміші течій історизму та модерну. Найбільш виразними елементами будинку є трикутний фронтон, балкони, що нагадують балдахіни та вставки з червоної кахлі. У бічних фронтонах розташовані скульптури орлів, на тлі головного фасаду також розташовані різноманітні міфічні істоти. Оздоблення дворових фасадів є також виразним, але спільно з тим є досить схематичним — вікна облямовують дуже об'ємні рамки та профільні стрічки. Також балкони прикрашають картуші із монограмою «ПСР», що значить Павло Степанович Раллі. У просторому парадному під'їзді влаштовані мармурові сходи з огорожею у стилі історизму.
Заднє крило було майже повністю знищене під час Другої світової війни, на рештках його південної частини після закінчення війни був споруджений новий чотириповерховий флігель. Дана споруда отримала аналогічне оздоблення фасадів, як і автентичний будинок, однак відстань між новими поверхами відповідає післявоєнним радянським стандартам. Сходи будинку виконані з бетону, огорожа сходів є типовою.

## Галерея

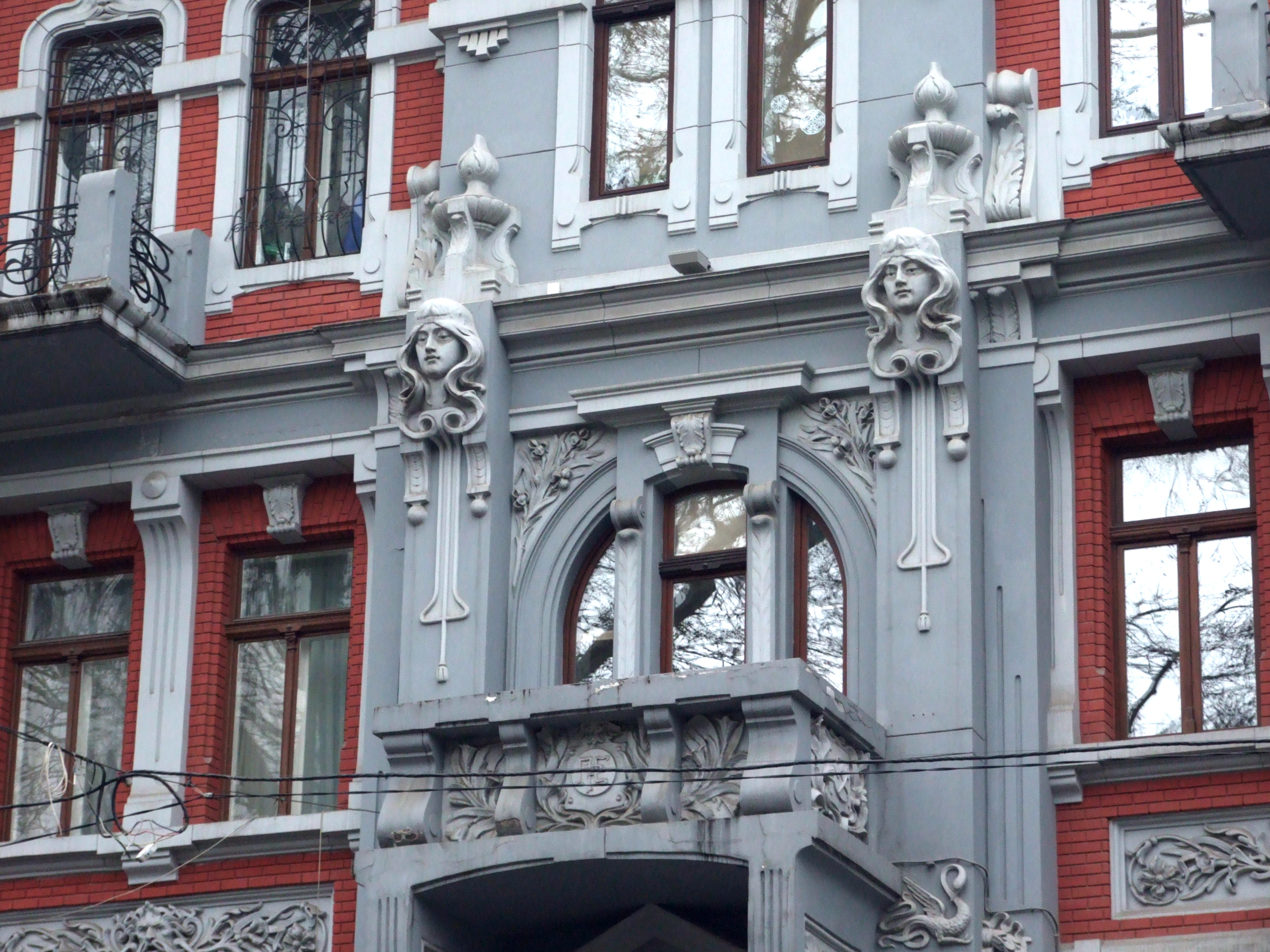
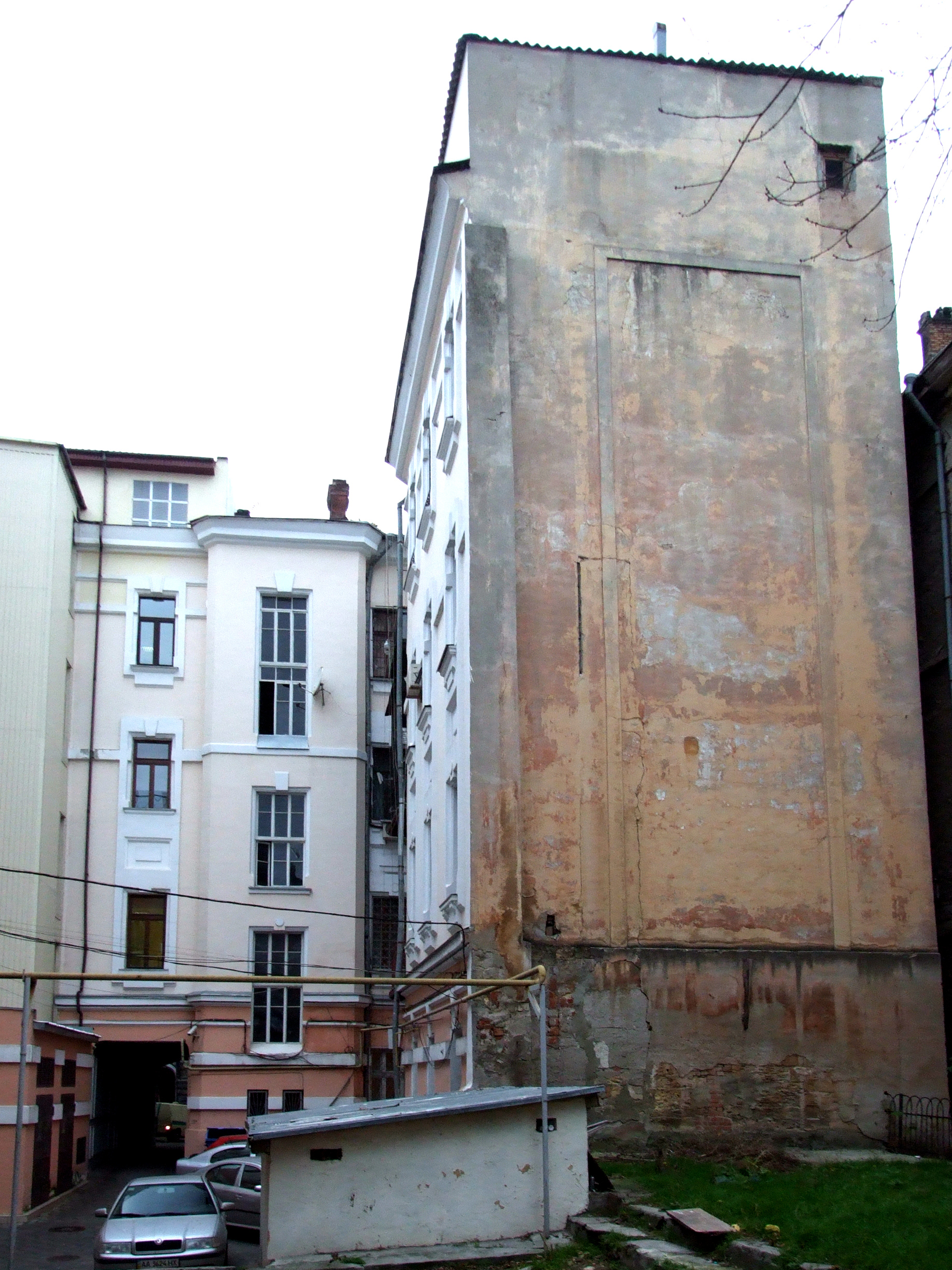
Вид на дворовий фасади головного крила і північне крило
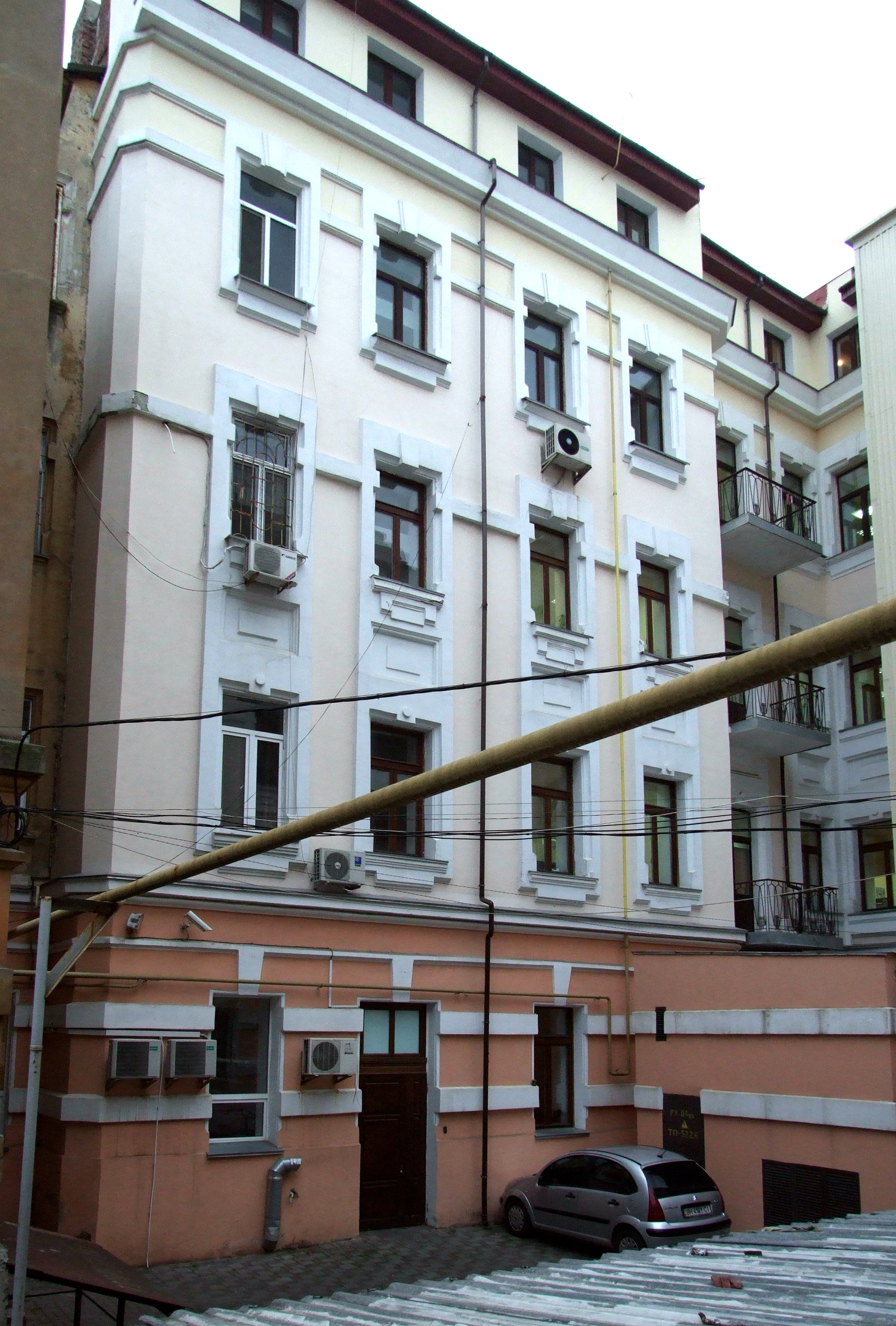
Вид на південне  крило
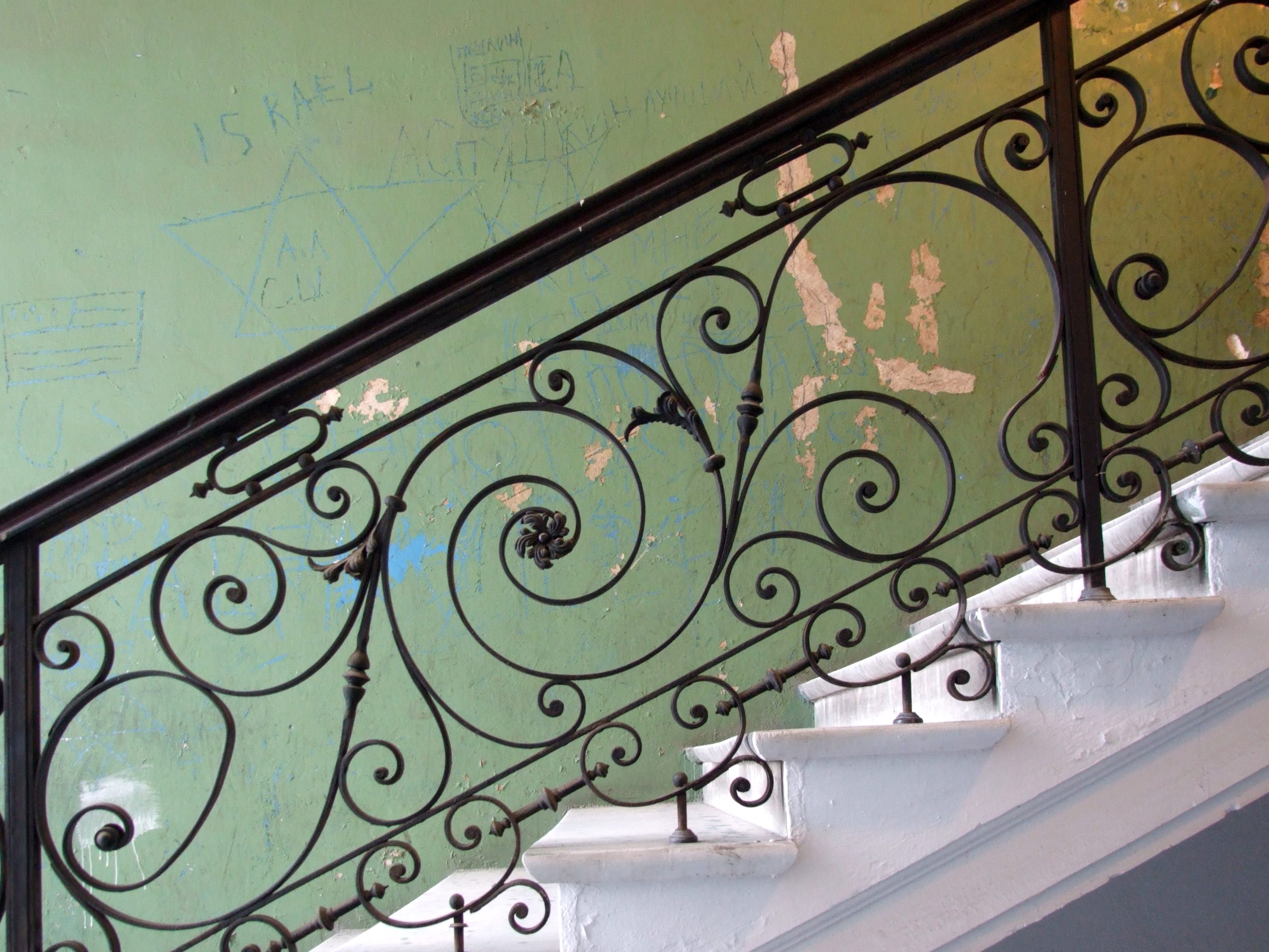
Парадні сходи
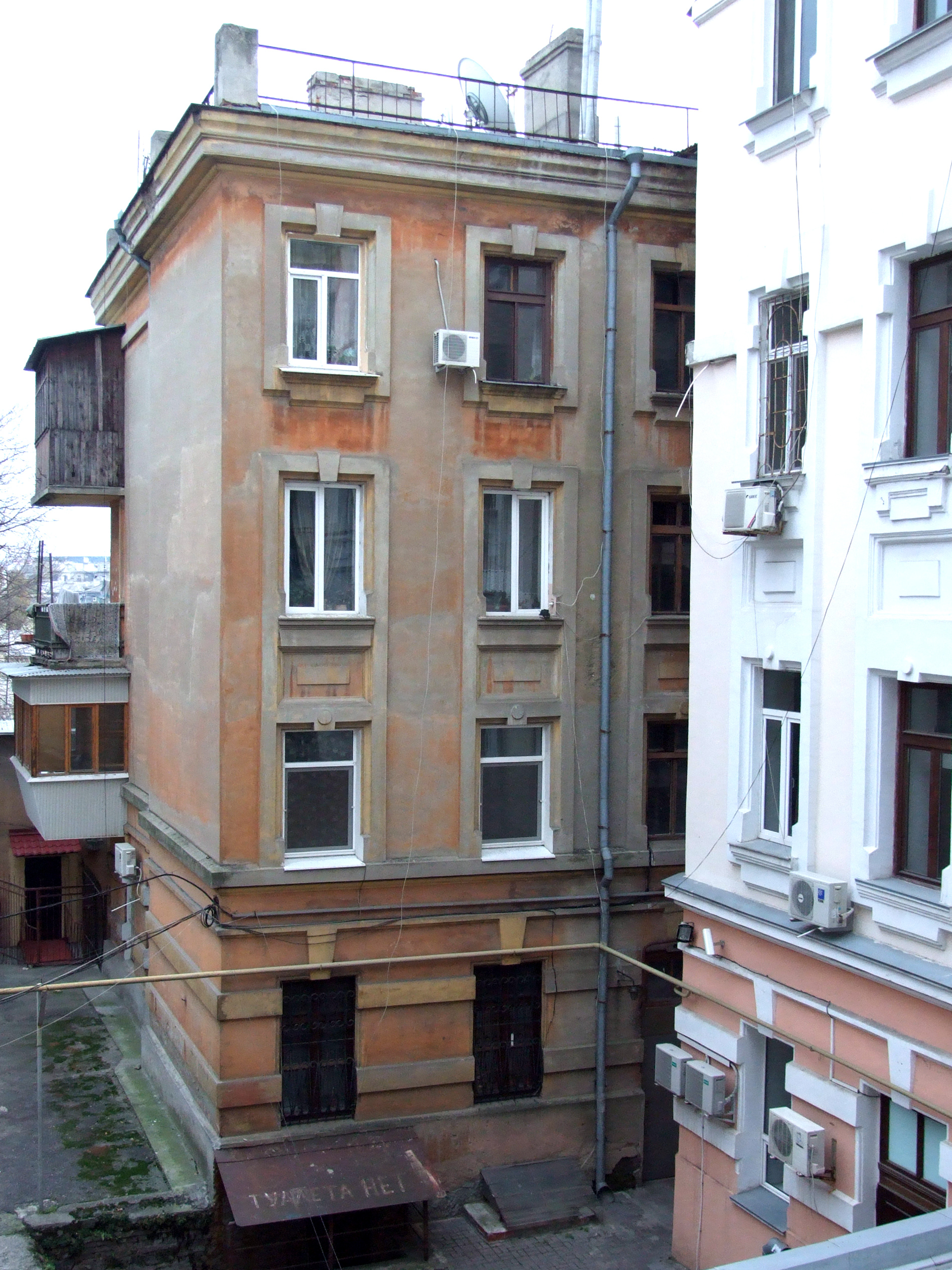
Вид на новий флігель, конструкція якого містить залишки первісної споруди
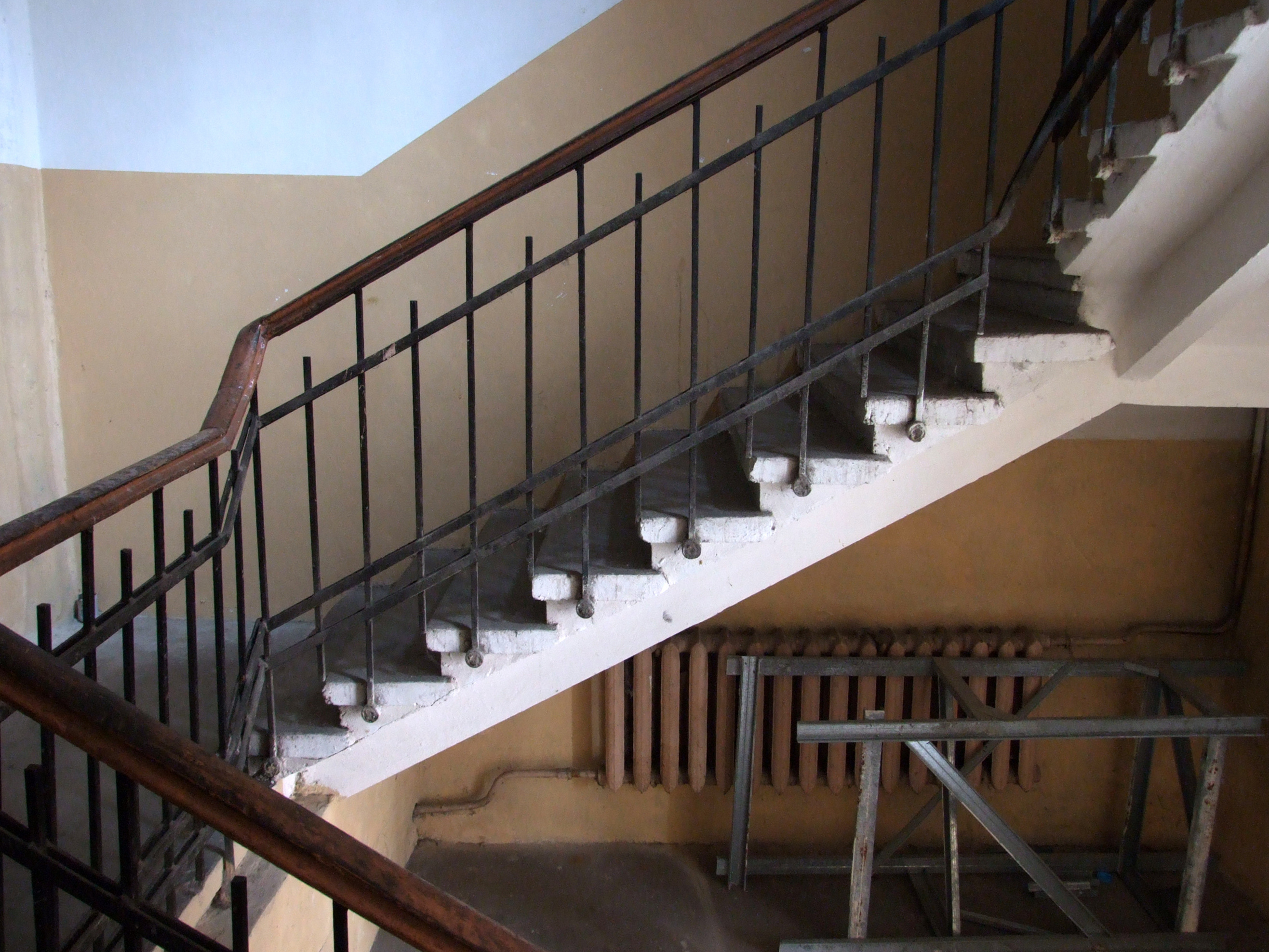
Сходи нового флігеля